# Вуліагмені
Вуліагме́ні (грец. Βουλιαγμένη) — муніципалітет на південний схід від Афін, у номі Східна Аттика, та бальнеокліматичний курорт в Греції, на півострові Аттика, на березі Саронічної затоки Егейського моря.
Термальні (близько 25 °C) радонові хлоридно-натрієві мінеральні води. Поблизу курорту — мінеральне озеро Вуліагмені.

## Населення
| Рік  | Населення |
| ---- | --------- |
| 1981 | 2,897     |
| 1991 | 3,450     |
| 2001 | 6,442     |